# Vatikanstaten och eurosamarbetet
Vatikanstaten har euron som valuta sedan den 1 januari 1999. Euron är Europeiska unionens officiella valuta, som används i många av Europeiska unionens medlemsstater och ett antal andra stater utanför unionen. De länder som använder euron kallas gemensamt för euroområdet. De lägre valörerna av euron utgörs av mynt, medan de högre valörerna utgörs av sedlar. Euromynten har en gemensam europeisk sida som visar värdet på myntet och en nationell sida som visar en symbol vald av den medlemsstat där myntet präglades. Varje medlemsstat har således en eller flera symboler som är unika för just det landet.
Fyra av de europeiska mikrostaterna, bland annat Vatikanstaten, har avtal med EU om att de får använda euron, och prägla en begränsad mängd giltiga euromynt. Men de är inte medlemmar i EU och inte fullvärdiga medlemmar i eurozonen, och får inte trycka sedlar.
För bilder av den gemensamma sidan och en detaljerad beskrivning av mynten, se artikeln om euromynt.
Vatikanstaten har låtit prägla fem olika serier, och varje serie har i huvudsak en och samma design för de olika mynten.
- Den första serien visade ett porträtt av påven Johannes Paulus II.
- När Johannes Paulus II avled tidigt i april 2005 lät Vatikanstaten prägla en ny serie, som visade camerlengons ("kammarherrens", här ungefär riksföreståndare) statsvapen eftersom påvestolen var vakant. Sådana mynt kommer inte att präglas efter det, efter ett beslut av EU-kommissionen.
- När Vatikanstaten fick en ny påve i mitten av april 2005 gav man ut en tredje serie, denna gången med den nye påvens Benedictus XVI bild.
- I mars 2014 kom en serie med porträtt av den nye påven Franciskus.
- Efter beslut av påven kom i mars 2017 en ny serie, utan porträtt och utan påvens namn. Påvens vapensköld finns på mynten.

Alla mynt, oavsett serie, har också präglingsårtal och texten CITTÀ DEL VATICANO. Till skillnad från många andra euroländers 2-euromynt har de vatikanska (liksom de italienska) ingen kanttext, utan endast siffran två och en stjärna, vilka upprepas sex gånger.
Vatikanstaten får endast prägla en mindre mängd mynt (till ett värde av två miljoner euro från 2010). Detta gör dem relativt eftertraktade som samlarmynt och de används ganska lite som betalningsmedel. Vatikanstaten har ett separat valutaavtal med EU.
Vatikanstaten har dessutom präglat 17 versioner av 2-euro jubileumsmynt (fram till 2017).